# Tractat de Zadar
El Tractat de Zadar fou un acord entre la República de Venècia i Hongria que el 18 de febrer de 1358 va posar fi a la guerra entre ambdós estats que havia durat del 1356 al 1358.
Mort el dux Joan Gradenigo el 1356, el va succeir Giovanni Dolfino. Els hongaresos van envair Dalmàcia, on els venecians tenien forts interessos. Els hongaresos es van apoderar de la part oriental d'Hercegovina, que pertanyia a Bòsnia i van permetre que el capitost local Vojeslav Vojnov es fes autònom a la part occidental amb el títol de comte. L'any següent els Lluís I d'Hongria van establir-se a Zara (Zadar) i altres llocs de Dalmàcia abans sota domini venecià. Quan el 1358 les autoritats de Zadar van anunciar que acceptaven el protectorat hongarès, altres ciutats o illes dàlmates van seguir l'exemple (Veglia, Lesina, Ragusa…) i Venècia es va veure abocada a signar la pau a Zadar.
En aquest tractat Venècia va cedir la costa de Dalmàcia des del Quarnero fins a Durazzo, i el dux venecià va haver de renunciar al títol de Dux de Dalmàcia.